# Копер (футбольний клуб)
«Копер» (словен. Nogometni klub Koper) — словенський футбольний клуб з міста Копер. Створений у 1955 році. Домашній стадіон команди — «Боніфіка».

## Досягнення
- Чемпіон Словенії (1): 2010
- Володар Кубка Словенії (4): 2006, 2007, 2015, 2022
- Володар Суперкубка Словенії (2): 2010, 2015

## Виступи в єврокубках
Голи Копера завжди показано першими.
| Сезон   | Змагання         | Раунд | Клуб             | Вдома | В гостях | В сукупності |
| ------- | ---------------- | ----- | ---------------- | ----- | -------- | ------------ |
| 2002    | Кубок Інтертото  | 1Р    | Гельсінборг      | 0–0   | 0–1      | 0–1          |
| 2003    | Кубок Інтертото  | 1Р    | Загреб           | 1–0   | 2–2      | 3–2          |
| 2003    | Кубок Інтертото  | 2Р    | Дубниця          | 1–0   | 2–3      | 3–3 (г)      |
| 2003    | Кубок Інтертото  | 3Р    | Егалео           | 2–2   | 3–2      | 5–4          |
| 2003    | Кубок Інтертото  | ПФ    | Геренвен         | 1–0   | 0–2      | 1–2          |
| 2006–07 | Кубок УЄФА       | 1К    | Литекс           | 0–1   | 0–5      | 0–6          |
| 2007–08 | Кубок УЄФА       | 1К    | Широкі Брієг     | 2–3   | 1–3      | 3–6          |
| 2008–09 | Кубок УЄФА       | 1К    | Влазнія          | 1–2   | 0–0      | 1–2          |
| 2010–11 | Ліга чемпіонів   | 2К    | Динамо Загреб    | 3–0   | 1–5      | 4–5          |
| 2011–12 | Ліга Європи      | 1К    | Шахтар Караганда | 1–1   | 1–2      | 2–3          |
| 2014–15 | Ліга Європи      | 1К    | Челік Никшич     | 4–0   | 5–0      | 9–0          |
| 2014–15 | Ліга Європи      | 2К    | Нефтчі           | 0–2   | 2–1      | 2–3          |
| 2015–16 | Ліга Європи      | 1К    | Вікінгур         | 2–2   | 1–0      | 3–2          |
| 2015–16 | Ліга Європи      | 2К    | Хайдук Спліт     | 3–2   | 1–4      | 4–6          |
| 2022–23 | Ліга конференцій | 2К    |                  |       |          |              |

Notes
- 1К: Перший кваліфікаційний раунд
- 2К: Другий кваліфікаційний раунд
- 1Р: Перший раунд
- 2Р: Другий раунд
- 3Р: Третій раунд
- ПФ: Півфінал